# Roger Dorsinville
Roger Dorsinville (* 11. März 1911 in Port-au-Prince; † 12. Januar 1992 ebenda) war ein haitianischer Politiker, Diplomat und Schriftsteller französischer Sprache.

## Leben und Werk
Roger Dorsinville studierte in Paris und war nach kurzer Militärkarriere zwei Jahre lang Kabinettschef von Dumarsais Estimé, später Konsul in New York, dann Minister unter Diktator Paul Eugène Magloire und schließlich Botschafter in Brasilien, Costa Rica, Venezuela und im Senegal. Unter Präsident François Duvalier ging er nach Afrika (Monrovia und Dakar) ins Exil, kehrte aber 1986 zurück. Er starb 1992 im Alter von 80 Jahren.
Dorsinville veröffentlichte Essays, Theater und Romane. Sein Essay über Toussaint Louverture (1965) wurde lobend hervorgehoben, ebenso das Werk Les vèvès du créateur (1989).
Dorsinvilles mündlich erzählte Memoiren wurden unter dem Titel „Rückwärtsgang“ (Marche arrière) in zwei Bänden (1986, 1990) veröffentlicht. Dorsinvilles Neffe Max Dorsinville (1943–2020) gab einige seiner zahlreichen Schriften, teilweise ins Englische übersetzt, postum heraus.

## Werke (Auswahl)
- Toussaint Louverture ou la vocation de la Liberté. Julliard, Paris 1965.
- Renaître à Dendé. L’Harmattan, Paris 1980. Port-au-Prince 1990. (Roman über die nötige Veränderung der afrikanischen Gesellschaft)
- Mourir pour Haïti, ou les croisés d’Esther. L’Harmattan, Paris 1980. Port-au-Prince 1990.
- Jacques Roumain. Présence africaine, Paris 1981.
- De Fatras-bâton à Toussaint Louverture. ENAL, Alger 1983.
- Ils ont tué le vieux blanc. H. Deschamps, Port-au-Prince 1988.
- (mit Jean-Jacques Mandel) L’homme derrière l’arbre. Un Haïtien au Libéria. L’Harmattan, Paris 1991.

### Hrsg. Max Dorsinville
- Accords perdus. CIDIHCA (Centre International de Documentation et d’Information Haitienne, Caribéenne et Afro-canadienne), Montreal 1987. (Roman, innerer Monolog)
- Les vèvès du créateur. Récit. CIDIHCA, Montreal 1989, 1999. (Veve)
- Rites de passage. 10 Bde. H. Deschamps, Port-au-Prince 1990. (alle Romane)
- (englisch) Rule of François (« papa Doc ») Duvalier in two novels by Roger Dorsinville. Realism and magic realism in Haiti. Edwin Mellen Press, Lewiston (N.Y.) 2000. (Mourir pour Haïti und Les Vèvès du créateur, englisch)
- (englisch) Post Colonial Stories by Roger Dorsinville in the Shadow of Conrad’s Marlow. Edwin Mellen Press, Lewiston (N.Y.) 2001.
- (englisch) Critical edition of Haitian writer Roger Dorsinville’s Memoirs of Haiti. Edwin Mellen Press, Lewiston (N.Y.) 2002.
- (französisch) Collected edition of Roger Dorsinville’s postcolonial literary criticism in Africa. 2 Bde. Edwin Mellen Press, Lewiston (N.Y.) 2003.
- Pour célébrer la terre. Poétique de l’exil. Mémoire d’encrier, Montreal 2005. (Dichtung, ursprünglich 1955)
- Le Monde de Robert Brémont. CIDIHCA, Montreal 2007.